# Dušan Antunović
Dušan Antunović (Curzola, 24 febbraio 1947 – Zagabria, 16 febbraio 2012) è stato un pallanuotista e allenatore di pallanuoto croato.
Le rispettive carriere da pallanuotista e allenatore le ha iniziate nel Korčula, squadra della città natia. È morto a Zagabria all'età di 65 anni.
Nel 2019 gli è stato assegnato il maggior riconoscimento sportivo croato, il Premio nazionale per lo sport "Franjo Bučar" .

## Carriera

### Giocatore
Cresciuto nel Korčula, i suoi successi maggiori risalgono alla permanenza nel Partizan nel quale conquistò tre Euroleghe, di cui due consecutive.
Con la Jugoslavia disputò 150 match, partecipò a due olimpiadi e vinse un oro ai VI Giochi del Mediterraneo e due bronzi agli Europei.

### Allenatore
Iniziata la carriera da allenatore nel Korčula, squadra in cui è cresciuto anche da giocatore, si è subito distinto nella sua professione guidando la squadra alla gloriosa vittoria del primo titolo europeo, la Coppa delle Coppe. 
Successivamente approdò a Zagabria, nel Mladost, squadra con quale vinse due Euroleghe di fila, spezzando così di fatto il dominio del Spandau. 
Fu il primo ct della neonata Nazionale di pallanuoto maschile della Croazia, con la quale conquistò un argento ai XII Giochi del Mediterraneo nel 1993.

## Palmarès

### Giocatore

#### Trofei nazionali
- Campionato jugoslavo: 8

Partizan: 1968, 1970, 1972, 1973, 1974, 1975, 1976, 1977
- Coppa di Jugoslavia: 4

Partizan: 1973, 1974, 1975, 1976

#### Trofei internazionali
- Eurolega: 3

Partizan: 1970-71, 1974-75, 1975-76

### Allenatore

#### Trofei nazionali
- Campionato jugoslavo: 4

Partizan: 1987, 1988
Mladost: 1989, 1990
- Coppa di Jugoslavia: 2

Korčula: 1978
Partizan: 1988

#### Trofei internazionali
- Eurolega: 2

Mladost: 1989-90, 1990-91
- Supercoppa LEN: 1

Mladost:1989
- Coppa delle Coppe: 1

Korčula: 1978-79
- Coppa COMEN: 1

Mladost: 1990

## Riconoscimenti
- Premio nazionale per lo sport "Franjo Bučar": 2019